# Jiří Kabele
Jiří Kabele (* 3. dubna 1946) je český sociolog známý, mimo jiné, svými teoriemi transformačních procesů. Soustředil se zejména na proces postkomunistické transformace. Je autorem několika knih a mnoha studií.

## Život
Kabele vystudoval statistiku na matematicko-fyzikální fakultě Karlovy univerzity v Praze a také estetiku se sociologií na filosofické fakultě UK. Doktorát získal v roce 1987 na filosofické fakultě Univerzity J. E. Purkyně v Brně. V roce 1990 nastoupil na Fakultu sociálních věd Karlovy univerzity, kde byl postupně jmenován docentem (1996) a profesorem (2006). Na této pozici měl velký podíl na institucionálním a symbolickém etablování kvalitativní sociologie v ČR.
V letech 1973–1976 pracoval ve Státní knihovně v Praze. Období 1976–1979 pracoval v Institutu průmyslového designu, ve Sportpropagu (1979–1984), ve Fakultní nemocnici Motol (1984–1986) a v Institutu pro další vzdělávání lékařů (1987–1990). Ve Sportpropagu byl Kabeleho nadřízeným budoucí prezident Miloš Zeman. V letech 1990 až 1992 byl Kabele poradcem ministra zdravotnictví Martina Bojara.
Po listopadu 1989 byl Kabele několik let politicky aktivní a v roce 1990 byl jeden ze zakládajících členů Občanské demokratické aliance. Politické kariéry se vzdal, aby mohl pracovat jako sociolog.

## Ocenění
V roce 2005 obdržel cenu rektora UK za svou knihu Z kapitalismu do socialismu a zpět.

## Dílo
Ve svých knihách se zaměřoval Jiří Kabele hlavně na socialismus a jeho vliv na společnost.
- KABELE, Jiří. Přerody – principy sociálního konstruování. Praha: Karolinum, 1998. ISBN 8071843598.
- KABELE, Jiří. Z kapitalismu do socialismu a zpět. Teoretické vyšetřování přerodů Československa a České republiky. Praha: Karolinum, 2005. ISBN 80-246-1127-9.
- KABELE, Jiří; HÁJEK, Martin. Jak vládli? Průvodce hierarchiemi reálného socialismu. Brno: Doplněk, 2008. ISBN 978-80-7239-213-1.